# John Cleese
John Cleese   (Weston-super-Mare, 27 d'octubre de 1939) és un còmic i actor, més conegut per la seua participació en el grup britànic d'humoristes Monty Python.

## Biografia
John Cleese va nàixer a Weston-super-Mare, Somerset, Anglaterra. El cognom familiar era originalment "Cheese" (que significa "formatge" en anglès), però el seu pare el va canviar quan era jove per "Cleese". Anà al col·legi a Bristol.
Més tard estudià dret a la Universitat de Cambridge, on va conèixer el seu futur company a Monty Python i coautor Graham Chapman, així com Eric Idle, també un futur Python. Tots tres formaven part del prestigiós club universitari de comèdia d'eixa universitat, el Cambridge Footlights Revue, amb el qual es formà com a artista i humorista.

## Els Monty Python
John Cleese és principalment conegut pel seu treball com a autor i com a actor amb els Monty Python, grup de còmics anglesos conformat per, a banda de John Cleese, Graham Chapman, Eric Idle, Terry Gilliam, Terry Jones, i Michael Palin, què feia un tipus d'humor irreverent i absurd, principalment sobre la idiosincràsia anglesa de l'època. Els Monty Python van establir un estil humorístic que encara avui és imitat i admirat per la gran majoria de còmics, així com el públic general. La febre Python tingué el seu punt àlgid durant la dècada de 1970, sobretot amb l'eixida de pel·lícules com Holy Grail o The Life of Brian.

## Altres obres
A banda de treballar amb els Monty Python, John Cleese també escrigué i protagonitzà l'aclamada sitcom britànica Hotel Fawlty (Fawlty Towers), així com el hit cinematogràfic internacional Un peix anomenat Wanda (A Fish Called Wanda), entre d'altres produccions en les quals també ha estat el guionista. També ha tingut èxit com a actor i ha participat, entre d'altres, en les últimes produccions de James Bond, i Els Àngels de Charlie.

## Vida privada
John Cleese s'ha casat quatre vegades al llarg de la seua vida. El 1968 es casà amb l'actriu Connie Booth, amb qui va tenir una filla i de qui es divorcià el 1979. El 1981 es casà amb Barbara Trentham, amb qui també va tenir una filla i de qui es divorcià l'any 1990. El 1992 va contraure matrimoni amb Alice Faye Eichelberger, psicoterapeuta, de qui el 2009 inicià el procés de divorci. El 2012 es va casar amb Jennifer Wade.
Clesse va escriure l'obra My Alyce Faye Divorce Tour, sobre el divorci amb la seva exdona Alice.
John Cleese fa 1.95 metres d'alçada i dona suport al partit polític anglès liberal-demòcrata i al club de futbol West Ham United FC.

## Filmografia
| Any  | Títol                                                                     | Paper                               | Notes |
| 1968 | Interlude                                                                 | Publicista TV                       | |
| 1969 | The Magic Christian                                                       | Mr. Dougdale (director a Sotheby's) | |
| 1969 | The Best House in London                                                  | Jones                               | no surt als crèdits |
| 1970 | The Rise and Rise of Michael Rimmer                                       | Pummer                              | Guionista |
| 1971 | And Now for Something Completely Different                                | Diversos papers                     | Guionista |
| 1974 | Romance with a Double Bass                                                | Music Smychkov                      | Guionista |
| 1975 | Monty Python and the Holy Grail                                           | Diversos papers                     | Guionista |
| 1976 | Meetings, Bloody Meetings                                                 | Tim                                 | Guionista/Productor Documental curt |
| 1977 | The Strange Case of the End of Civilization com We Know It                | Arthur Sherlock Holmes              | |
| 1979 | La vida de Brian                                                          | Diversos papers                     | Guionista |
| 1980 | The Secret Policeman's Ball                                               | ell mateix- Diversos papers         | |
| 1981 | The Great Muppet Caper                                                    | Neville                             | |
| 1981 | Time Bandits                                                              | Robin Hood curt de gambals          | |
| 1982 | Privates on Parade                                                        | Major Giles Flack                   | |
| 1983 | Yellowbeard                                                               | Blind Pew                           | |
| 1983 | Monty Python's The Meaning of Life                                        | Diversos papers                     | Guionista |
| 1985 | Silverado                                                                 | Langston                            | |
| 1986 | Clockwise                                                                 | Mr. Stimpson                        | |
| 1988 | A Fish Called Wanda                                                       | advocat Archie Leach                | Guionista/Productor BAFTA al millor actor Nominada—Oscar al millor guió original Nominada—BAFTA al millor guió original Nominada—Globus d'Or al millor actor musical o còmic |
| 1989 | Erik, el viking (Erik the Viking)                                         | Halfdan el negre                    | |
| 1990 | Bullseye!                                                                 | Home a la platja                    | |
| 1991 | An American Tail: Fievel Goes West                                        | Cat R. Waul                         | Només veu |
| 1992 | Did I Ever Tell You How Lucky You Are?                                    |                                     | Narrador/a |
| 1993 | Splitting Heirs                                                           | Raoul P. Shadgrind                  | |
| 1994 | Frankenstein                                                              | Professor Waldman                   | |
| 1994 | The Jungle Book                                                           | Dr. Julius Plumford                 | |
| 1994 | The Swan Princess                                                         | Jean-Bob                            | |
| 1996 | El vent als salzes (The Wind in the Willows)                              | Mr. Toad's Lawyer                   | |
| 1996 | Criatures ferotges (Fierce Creatures)                                     | Rollo Lee                           | Guionista/Productor |
| 1997 | George of the Jungle                                                      | Un mono anomenat 'Mono'             | Només veu |
| 1998 | In the Wild: Operation Lemur with John Cleese                             | Host                                | Narrador/a |
| 1999 | The Out-of-Towners                                                        | Mr. Mersault                        | |
| 1999 | The World Is Not Enough                                                   | R                                   | |
| 2000 | Isn't She Great                                                           | Henry Marcus                        | |
| 2000 | The Magic Pudding                                                         | Albert, The Magic Pudding           | Només veu |
| 2001 | Quantum Project                                                           | Alexander Pentcho                   | |
| 2001 | Here's Looking at You: The Evolution of the Human Face                    |                                     | Narrador/a |
| 2001 | Rates a correcuita (Rat Race)                                             | Donald P. Sinclair                  | |
| 2001 | Harry Potter i la pedra filosofal                                         | "Nearly Headless Nick"              | |
| 2002 | Harry Potter i la cambra secreta                                          | "Nearly Headless Nick"              | |
| 2002 | Pinotxo (Pinocchio)                                                       | The Talking Crickett                | Només veu |
| 2002 | 007: Mor un altre dia                                                     | Q                                   | Segona aparició en una pel·lícula de James Bond, reemplaçant Desmond Llewelyn com a Q.                                                                                       |
| 2002 | Pluto Nash                                                                | James                               | |
| 2003 | Els àngels de Charlie: Al límit (Charlie's Angels: Full Throttle)         | Mr. Munday                          | |
| 2003 | Scorched                                                                  | Charles Merchant                    | |
| 2003 | George of the Jungle 2                                                    | Un mono anomenat 'Mono'             | Només veu |
| 2004 | Shrek 2                                                                   | King Harold                         | Només veu |
| 2004 | La volta al món en 80 dies                                                | Grizzled Sergeant                   | |
| 2005 | Valiant                                                                   | Mercury                             | Només veu |
| 2006 | Charlotte's Web                                                           | Samuel the Sheep                    | Només veu |
| 2006 | Man About Town                                                            | Dr. Primkin                         | |
| 2007 | Shrek Tercer                                                              | King Harold                         | Només veu |
| 2008 | Igor                                                                      | Dr. Glickenstein                    | Només veu |
| 2008 | The Day the Earth Stood Still                                             | Dr. Barnhardt                       | |
| 2009 | The Pink Panther 2                                                        | Inspector Charles Dreyfus           | |
| 2009 | Planet 51                                                                 | Professor Kipple                    | Només veu |
| 2010 | Spud                                                                      | The Guv                             | Propera estrena |
| 2010 | Legend of the Guardians: The Owls of Ga'Hoole                             | Ghost                               | Només veu |
| 2010 | Shrek, feliços per sempre...                                              | King Harold                         | Només veu |
| 2011 | Happy Feet 2                                                              | ell mateix                          | Només veu postproducció |
| 2012 | God Loves Caviar                                                          | McCormick                           | |
| 2012 | A Liar's Autobiography: The Untrue Story of Monty Python's Graham Chapman | David Frost / altres papers         | Veu |
| 2013 | The Last Impresario                                                       | Ell mateix                          | Documental |
| 2013 | Els Croods                                                                |                                     | Guionista |
| 2013 | Spud 2: The Madness Continues                                             | The Guv                             | |
| 2013 | Avions                                                                    | Bulldog                             | Veu |
| 2014 | Spud 3: Learning to Fly                                                   | The Guv                             | |
| 2015 | Absolutely Anything                                                       | Líder alienígena                    | Voice |
| 2016 | Get Squirrely                                                             | Mr. Bellwood                        | Voice |
| 2016 | Trolls                                                                    | King Gristle Sr.                    | Voice |
| 2018 | Charming                                                                  | Fada protectora                     | Voice |
| 2019 | Arctic Dogs                                                               | Doc Walrus                          | Voice |
| 2020 | Clifford The Big Red Dog                                                  | TBA                                 | TBA |